# Tamdaotettix vinhphuensis
Tamdaotettix vinhphuensis är en insektsart som först beskrevs av Andrej Vasiljevitj Gorochov 1992.  Tamdaotettix vinhphuensis ingår i släktet Tamdaotettix och familjen grottvårtbitare. Inga underarter finns listade i Catalogue of Life.